# Trần Nghiên Hy
Trần Nghiên Hy (sinh ngày 31 tháng 5 năm 1983) là nữ diễn viên, ca sĩ người Đài Loan được biết đến với vai chính trong phim điện ảnh Cô gái năm ấy chúng ta cùng theo đuổi. Bộ phim đạt doanh thu hơn 24 triệu đô la Mỹ, được các nhà phê bình đánh giá cao đồng thời lập nhiều kỷ lục phòng vé tại Đài Loan, Hồng Kông và Singapore. Trần Nghiên Hy cũng được đề cử giải "Nữ chính xuất sắc nhất" tại Liên hoan phim Kim Mã lần thứ 48.

## Tiểu sử
Trần Nghiên Hy sinh ra và lớn lên tại Đài Bắc, Đài Loan, cô đã tốt nghiệp Đại học Nam California tại Hoa Kỳ. Năm 2007, trong một dịp về Đài Loan thăm gia đình, Trần Nghiên Hy lọt vào mắt xanh của nhà sản xuất nổi tiếng Sài Trí Bình - người đã lăng xê thành công nhóm F4, Từ Hi Viên, Dương Thừa Lâm và hàng loạt sao thần tượng khác. Cô quyết định gác lại tấm bằng đại học ngành marketing để bước chân vào làng giải trí.

## Đời tư
Ngày 26 tháng 8 năm 2015, cô và nam diễn viên Trần Hiểu bị bắt gặp hẹn hò. Cặp đôi xác nhận tin tức vào cùng ngày và đến ngày 27 tháng 8 thì công khai tình cảm trên trang cá nhân tiếp nối cặp đôi Cô Long-Quá Nhi trước đó là Phạm Văn Phương và Lý Minh Thuận. Hai người đăng ký kết hôn vào ngày 5 tháng 7 năm 2016 cùng với thông báo Trần Nghiên Hy đang mang thai.
Ngày 19 tháng 7 năm 2016, cặp đôi tổ chức đám cưới tại khu du lịch thuộc hồ Nhạn Tê (雁栖湖), Bắc Kinh với tổng cộng 300 khách mời, tiếp theo là buổi tiệc tối trong lễ quy ninh về thăm cha mẹ vợ tổ chức tại Đài Bắc, Đài Loan vào ngày 21 tháng 7.
Ngày 20 tháng 12 năm 2016, Trần Hiểu và Trần Nghiên Hy đón con trai đầu lòng tại Đài Loan. Tên cúng cơm của cậu bé là Tiểu Tinh Tinh (ngôi sao nhỏ). Nhân dịp đầy tháng của Tiểu Tinh Tinh, cặp đôi gửi quà cảm ơn đến bạn bè và người thân, đồng thời tiết lộ tên khai sinh của cậu bé là Trần Mục Thần. 
Ngày 18 tháng 02 năm 2025, Trần Nghiên Hy tuyên bố ly hôn với Trần Hiểu, cả hai cùng nuôi con chung trong hòa bình.

## Sự nghiệp
Năm 2007, Nghiên Hy ký hợp đồng với công ty Comic Thoại Trí của Sài Trí Bình. Ban đầu cô muốn làm ca sĩ, tuy nhiên công ty lại muốn cô thử sức với lĩnh vực điện ảnh trước. Vì vậy, cô đã đóng một số vai thứ chính trong các phim truyền hình và gây được chú ý với vẻ ngoài xinh xắn, dễ thương, nhưng vẫn không để lại ấn tượng nhiều.
Đến năm 2009, cô tham gia phim điện ảnh Hear Me với vai vận động viên bơi lội bị khiếm thính. Khả năng diễn xuất động lòng người và gương mặt phúc hậu của Nghiên Hy đã giúp cô có được đề cử giải "Nữ diễn viên mới xuất sắc nhất" tại Liên hoan phim Kim Mã lần thứ 46.
Sau khi thành công với phim điện ảnh đầu tay, cô tiếp tục tham gia phim điện ảnh Cô gái năm ấy chúng ta cùng theo đuổi do Sài Trí Bình làm giám chế, dựa trên tiểu thuyết cùng tên của Cửu Bả Đao. Trong phim, Nghiên Hy vào vai Thẩm Giai Nghi cùng với Kha Chấn Đông (vai Kha Cảnh Đằng), tạo nên một tình yêu tuổi trẻ đầy cảm xúc, hoài niệm và khiến nhiều khán giả nuối tiếc. Bộ phim thành công ngoài sự mong đợi với doanh thu cực khủng tại các phòng vé, trở thành một trong những phim điện ảnh đình đám nhất lịch sử Đài Loan. Đồng thời đưa tên tuổi của Trần Nghiên Hy trở thành ngôi sao nổi tiếng, cô cũng được đề cử giải "Nữ chính xuất sắc nhất" tại Liên hoan phim Kim Mã lần thứ 48.
Nhờ thành công của Cô gái năm ấy chúng ta cùng theo đuổi, Nghiên Hy liên tục được mời đóng vai chính trong các phim điện ảnh lớn bên cạnh Lý Liên Kiệt, Chân Tử Đan và Nhậm Đạt Hoa.
Ngày 10 tháng 5 năm 2013, Nghiên Hy cho ra mắt album Me, Myself, and I với vai trò là ca sĩ chính thức. Trong đó có một số ca khúc do chính cô tự sáng tác, album nhận được sự hưởng ứng của khán giả và đạt thứ hạng cao trên bảng xếp hạng tại Đài Loan.

### 2014: Thần điêu đại hiệp
Sau khi kết thúc hợp đồng với công ty Comic Thoại Trí vào năm 2012, Nghiên Hy chuyển hướng hoạt động sang thị trường Trung Quốc. Cô được nhà biên kịch Vu Chính chọn vào vai Tiểu Long Nữ trong dự án Tân thần điêu đại hiệp. Ngay khi công bố diễn viên và tạo hình, bộ phim đã nhận được nhiều phản ứng kích động và nguy hiểm từ khán giả. Đa số chê Trần Nghiên Hy quá mập, không đủ khí chất và băng thanh ngọc khiết để vào vai Tiểu Long Nữ.
Tháng 12 năm 2014, bộ phim chính thức phát sóng trên đài Hồ Nam và ngay lập tức trở thành cơn sốt truyền hình, có số lượng người theo dõi đông đảo và kéo theo vô vàn những tai tiếng mà nguyên nhân chủ yếu là vì khán giả chỉ trích.
Trần Nghiên Hy được đặt biệt danh là "Tiểu Long Nữ xấu trong tiểu thuyết Thần điêu đại hiệp của nhà văn Kim Dung" và được cho là "Tiểu Long Bao". Tuy nhiên, cô vẫn lạc quan và tự hào về khuôn mặt tròn được thừa hưởng từ dòng máu gia đình của mình. Bên cạnh những tin đồn đánh giá về nhan sắc của mình trong vai Tiểu Long Nữ của cư dân mạng"
Từ lúc phim mới bấm máy, số người chê bai nhiều hơn là số người ủng hộ và đa số cho rằng bộ phim này sẽ thất bại. Tuy nhiên sau khi phim được công chiếu thì nhận được phản ứng tích cực của khán giả và đạt rating cao, số người hâm mộ Tiểu Long Nữ phiên bản Trần Nghiên Hy ngày càng cao, Nghiên Hy đã khắc họa chân dung một hình tượng Cô Cô mới, dễ thương và đáng yêu.
Dự kiến năm 2015, sẽ có hai phim mới của Trần Nghiên Hy ra mắt khán giả. Trong đó có phim điện ảnh Young For You (Tuổi trẻ ngông cuồng) vai Khưu Anh Tử, và phim truyền hình Tần thời Minh Nguyệt vai Đoan Mộc Dung.
Ngoài ra, cô cũng đang quay bộ phim điện ảnh Pali Road hợp tác giữa Mỹ và Trung Quốc. Đây là phim tâm lý kinh dị, trong phim cô đóng vai Lily cùng với nam diễn viên Jackson Rathbone. Phim được quay và lấy bối cảnh tại Hawaii.

## Phim tham gia

### Phim điện ảnh
| Năm        | Phim                                                                | Vai diễn       | Ghi chú |
| ---------- | ------------------------------------------------------------------- | -------------- | --- |
| 2009       | Hear Me (Nghe nói)                                                  | Tiểu Bằng      | Đề cử - Giải Liên hoan phim Kim Mã cho nữ diễn viên mới xuất sắc nhất                                                           |
| 2010       | Tempest of First Love (Sóng gió tình đầu)                           | Khải Ân        | |
| 2011       | You Are the Apple of My Eye (Cô gái năm ấy chúng ta cùng theo đuổi) | Thẩm Giai Nghi | Đề cử - Giải Liên hoan phim Kim Mã cho nữ chính xuất sắc nhất Giành giải Liên hoan phim châu Á New York cho ngôi sao triển vọng |
| 2012       | The Soul of Bread (Linh hồn của bánh mì)                            | Hiểu Bình      | |
| 2012       | Ripples of Desire (Hoa dạng)                                        | Tiểu Tuyết     | |
| 2013       | Together (Bên nhau)                                                 | Kiều Kiều      | |
| 2013       | Badges of Fury (Bất nhị thần thám)                                  | Angela         | |
| 2014       | Lock Me Up, Tie Him Down (Vợ giả hoàn hảo)                          |                | Khách mời |
| 2014       | Urban Games (Trò Chơi Đô thị)                                       | Phi Phi        | |
| 2014       | Café. Waiting. Love (Quán cà phê chờ một người)                     |                | Khách mời |
| 2015       | 12 Golden Ducks (12 chú vịt vàng)                                   |                | Khách mời |
| 2015       | Young For You (Tuổi trẻ ngông cuồng)                                | Khưu Anh Tử    | |
| 2015       | Pali Road                                                           | Lily Zhang     | |
| 2016       | Scandal Maker (Ông ngoại tuổi 38)                                   | Đường Tuệ Như  | |
| Chưa chiếu | Trong gió có đám mây hóa thành mưa                                  |                | |

### Phim truyền hình
| Năm  | Phim                                                                | Vai diễn       | Ghi chú   |
| ---- | ------------------------------------------------------------------- | -------------- | --------- |
| 2007 | Why Why Love (Hoán đổi tình yêu)                                    | Tiểu Nam       |           |
| 2008 | Wish to See You Again (Nơi đây anh vẫn chờ)                         | Phan Năng Hiền |           |
| 2008 | Miss No Good (Bất lương tiếu hoa)                                   | Giang Mật      |           |
| 2010 | Channel-X (Anh hùng quốc dân)                                       | La San San     | Khách mời |
| 2011 | Quick Marriage                                                      |                |           |
| 2011 | Lin Bei (Lâm Bắc bảo bối)                                           | Tiểu Nghê      |           |
| 2011 | Remember, About Us (Hãy nhớ chúng ta có hẹn)                        | Giang Mộc Vân  |           |
| 2011 | Cô gái năm ấy chúng ta cùng Theo đuổi                               | Thẩm Giai Nghi |           |
| 2014 | Thần điêu đại hiệp (phim truyền hình 2014) (Tân thần điêu đại hiệp) | Tiểu Long Nữ   |           |
| 2015 | The Legend of Qin (Tần thời Minh Nguyệt)                            | Đoan Mộc Dung  |           |
| 2016 | City Still Believe In Love (Bắc Thượng Quảng vẫn tin vào tình yêu)  | Hoàng Y Nhiên  |           |

## Âm nhạc
| Năm  | Tên bài hát      | Album/Single                                                     | Ghi chú                                       |
| ---- | ---------------- | ---------------------------------------------------------------- | --------------------------------------------- |
| 2010 | Gong Xin Ji      |                                                                  | Lollipop F ft. Trần Nghiên Hy                 |
| 2011 | Childish         | Nhạc phim "You Are the Apple of My Eye" phát hành ngày 5 tháng 8 | Solo                                          |
| 2011 | Drifting Vase    | Album "Be Yourself" của Kha Chấn Đông phát hành ngày 11 tháng 11 | Kha Chấn Đông ft. Trần Nghiên Hy              |
| 2012 | 合唱《愛的麵包》 | Nhạc phim "The Soul of Bread" phát hành ngày 3 tháng 2           | Nghê An Đông, Trần Nghiên Hy và Trần Hán Điển |
| 2013 | Sorry            | Album "Me, Myself, and I"                                        | Solo                                          |
| 2013 | 方向             | Album "Me, Myself, and I"                                        | Solo                                          |
| 2013 | 懸崖上的玫瑰     | Album "Me, Myself, and I"                                        | Solo                                          |
| 2013 | 叔公的小城故事   | Album "Me, Myself, and I"                                        | Solo                                          |
| 2014 | 你手中的江湖     | Nhạc game San Jian Hao phát hành ngày 13 tháng 3                 | Solo                                          |
| 2014 | 你我             | Nhạc phim "Tân thần điêu đại hiệp" phát hành ngày 3 tháng 12     | Song ca với Trần Hiểu                         |

## Khác
| Năm  | Nội dung                                    | Ghi chú   |
| ---- | ------------------------------------------- | --------- |
| 2009 | MV "哭過就好了" của Lương Văn Âm            | Khách mời |
| 2009 | MV "Xiao Guai Guai" của Thái Mân Hữu        | Khách mời |
| 2011 | MV "Rainy Sunday in Taipei" của Quang Lương | Khách mời |